# Real Maestranza di Cavalleria
Le Reali Maestranza di Cavalleria  in spagnolo Maestranzas de caballería (letteralmente tradotte come " armerie di cavalleria ") sono milizie nobili create all'inizio dell'era moderna dalla Corona spagnola, con lo scopo di dare alla nobiltà esperienza nell'equitazione e nell'uso delle armi.
Nel XVI secolo, la caballería o cavalleria, era il tipico ramo militare da seguire per i nobili, ma le suddette abilità erano diventate meno comuni quando l'aristocrazia spagnola si convertì in una classe di cortigiani.
Queste nobili istituzioni hanno creato un corpo di cavalleria dedicato che è stato finanziato direttamente dai suoi membri. 
I nobili partecipanti, o maestrantes, si organizzarono sotto la guida di un santo patrono e presero la forma interna di una confraternita.

Ronda (1572)
Siviglia (1670)
Granada (1686)
Valencia (1690)
L'Avana (1709)
Saragozza (1819)
Castiglia (1992)
San Ferdinando (1999)

## Requisiti
I requisiti per l'ammissione sono di essere un cittadino spagnolo, di età superiore ai sedici anni, professante la religione cattolica, essere in pieno godimento dei loro diritti civili, dimostrare nobiltà, non avere esercitato mestieri vili o materiali. Tutto questo per mezzo di informazioni di testimoni davanti alle autorità, avendo una condotta morale impeccabile e avendo una comoda posizione economica.

## Le reali maestranza di cavallerie moderne
I maestri reali della cavalleria sorsero in Andalusia alla fine del XVI secolo, il primo dei quali fu quello di Real Maestranza di Cavalleria di Ronda, fondato nel 1573, seguito da quello di Real Maestranza di Cavalleria di Siviglia, creato nel 1670. Nostra Signora del Triunfo divenne la santa patrona della Real Maestranza di Cavalleria di Granada, creata nel 1686 a imitazione della donna sivigliana. Undici anni dopo fu creata la Real Maestranza di Cavalleria di Valencia. Molto più tardi nacque la Real Maestranza di Cavalleria di Saragozza, nata nel 1819 dalla vecchia Confraternita dei Cavalieri Hijosdalgo de San Jorge.
Due casi diversi sono quelli della Maestranza di Cavalleria di San Fernando, creata nel 1999 per raggruppare i discendenti dei cavalieri dell'Ordine Reale e Militare di San Fernando; e la Real Maestranza de Caballería de Segovia, fondata nel 1992 sotto la protezione dell'Augusto Lord Conte di Barcellona, che è stata ribattezzata Real Maestranza de Caballería de Castilla. Entrambi richiedono prove nobili per essere ricevuti in loro e stemma registrato in Spagna ma hanno categorie in cui le persone sono ammesse anche se non cittadini spagnoli.